# Международная церковь благодати Божией

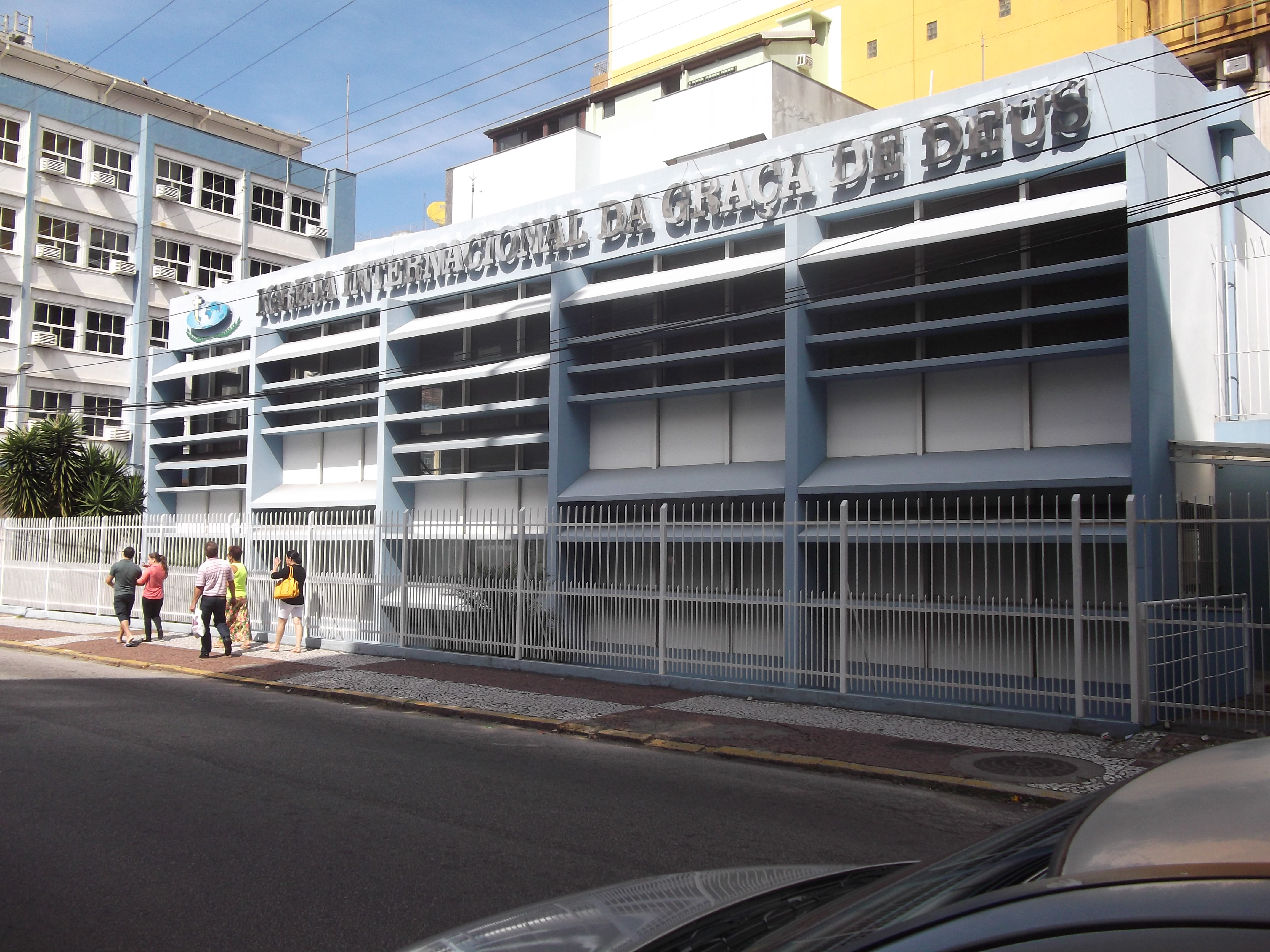
Международная церковь благодати Божией в Флорианополисе

Международная церковь благодати Божией (порт. Igreja Internacional da Graça de Deus) — бразильская харизматическая евангелическая церковь.

## История
Ромильду Рибейру Суареш работал с епископом Эдиром Маседу из Всемирной церкви «Царство Божие», но они разорвали отношения в 1978 году из-за разногласий в богословии. В 1980 году Соареш основал Международную церковь благодати Божией на улице Руа Лауро Нейва в городе Рио-де-Жанейро.
Первый храм Церкви открылся в городе Дуки-ди-Кашиас в штате Рио-де-Жанейро, за ним последовали другие по всей Бразилии и в других странах.

## Сообщество
По состоянию на 2015 год по всей Бразилии, с севера на юг, насчитывается более 2000 церквей Международной благодати Божьей, а также церкви в Лиссабоне, Португалия; Дурбане, Южная Африка; Помпано-Бич, Флорида; Майами, Флорида; Орландо, Флорида; Нью-Джерси; Короне, штат Нью-Йорк; Сомервилле, Массачусетс; и Фолл-Ривер, штат Массачусетс, США.

## СМИ
В 1999 году Международная церковь благодати Божией основала сеть телевизионных станций под названием RIT (Международное сетевое телевидение) в крупных городах Бразилии. Они показывают ежедневную программу в сети в прайм-тайм на Bandeirantes, а также утром, днём и ночью показывают Faith Show («Шоу веры») с Суарешем в качестве проповедника.
В международной штаб-квартире Международной церкви благодати Божией в Сан-Паулу ежедневно проходят богослужения, службы совершает Суареш.

## Верования

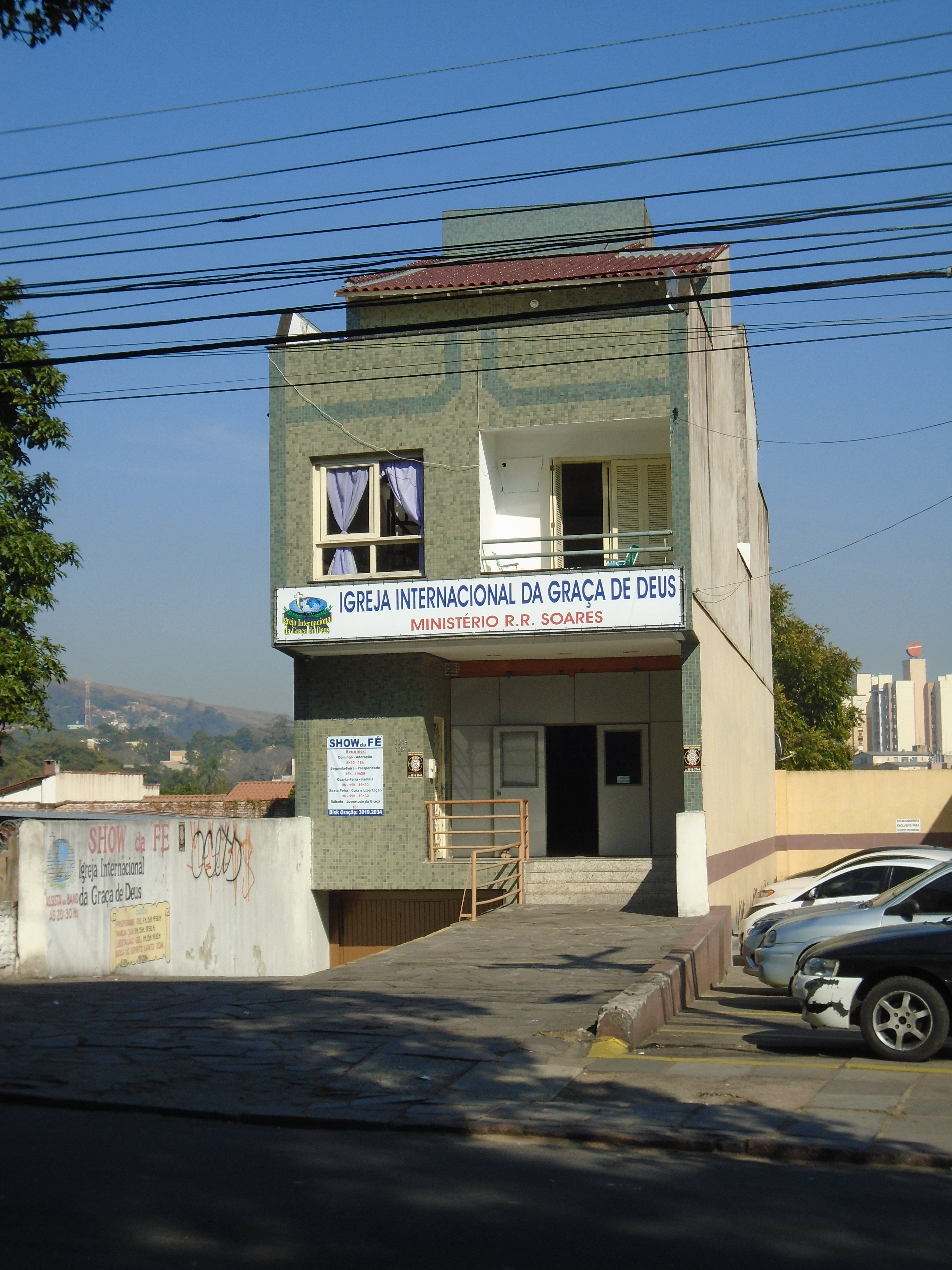
Международная церковь благодати Божией в Порту-Алегри в июне 2016 года.

Деноминация имеет харизматическое исповедание веры.
Учения Международной церкви благодати Божией включают в себя некоторые фундаментальные принципы, отчасти схожие с евангельскими конфессиями, в частности пятидесятнической линии. Итак, приверженцы её веруют:
- в бытие единого Бога, являющегося одновременно в Троице Отца, Сына и Святого Духа;
- во второе пришествие Христа;
- в Восхищение Церкви
- в спасение верой во Христа (Solus Christus);
- в существование рая (вечная жизнь) и ада (вторая смерть);
- в спасение по вере (Sola fide);
- в Библию как непогрешимое писание, написанное людьми, вдохновлёнными Богом (Sola scriptura);
- в Церковь как тело, главой которого является Христос;
- в крещение через погружение в воду;
- в крещение Святым Духом;
- в евхаристию;
- в избавление людей, угнетаемых злыми духами;
- в возврат собранных десятин и пожертвований;
- в процветание как одно из Божьих обетований;
- в исцеление всех болезней через жертву Христа;
- в отпущение грехов (искупление) через жертву Христа;
- и в новое рождение во Христе.